# Lista dei caduti al muro di Berlino
La lista dei caduti al muro di Berlino include tutte le persone decedute presso il muro di Berlino. Secondo i criteri del progetto di ricerca del "Centro di ricerca per la storia contemporanea" (Zentrum für Zeithistorische Forschung, ZFF) di Potsdam, finanziato dallo Stato, il numero delle vittime ammonta a 137. A queste si aggiungerebbero almeno 251 persone, in gran parte anziani, decedute di morte naturale (prevalentemente infarto) durante i controlli di frontiera. I risultati di altre ricerche sono presentati nella pagina Caduti al muro di Berlino.
Tra le persone che hanno perso la vita presso il muro di Berlino, vi sono anche soldati della Germania dell'Est caduti in servizio. Non sono invece conteggiati i caduti sulla linea di confine tra RFT e RDT.

## Criteri
Al fine di catalogare un decesso come correlato al muro di Berlino, lo ZFF ha individuato cinque casistiche:
- Persone rimaste uccise da organi della RDT durante un tentativo di fuga (come da codice penale della RDT, § 213- Republikflucht);
- Persone decedute durante un tentativo di fuga per cause non imputabili a terzi;
- Persone che sono decedute nell'area di confine, indipendentemente da un tentativo di fuga, a causa del trattamento subito dagli organi della RDT ovvero a causa di omissione di soccorso(ad esempio per attraversamenti accidentali, oppure persone considerate fuggitive, fermate ed uccise);
- Persone rimaste uccise a causa dei comportamenti dei funzionari di frontiera (ad esempio durante un controllo);
- Soldati di frontiera rimasti uccisi durante un'azione di fuga;

In tutti questi casi deve sussistere o il rapporto con una fuga, ovvero un nesso di causalità con il regime dei controlli di frontiera.

## Elenco
Tra il 1961 ed il 1989 furono 138 - secondo i dati del centro di ricerche ZFF - le persone che persero la vita presso il muro di Berlino: si tratta esclusivamente di coloro che perirono nell'area del muro, tra le barriere che separavano Berlino Ovest dal territorio della RDT. Non sono dunque conteggiate le vittime che persero la vita lungo l'intero confine interno tra Germania Est e Germania Ovest.
| Nome                   | Nascita           | Morte                           | Età | Circostanze della morte |
| ---------------------- | ----------------- | ------------------------------- | --- | --- |
| Ida Siekmann           | 23 agosto 1902    | 22 agosto 1961                  | 58  | Si procurò gravi ferite saltando dalla finestra del suo appartamento in Bernauer Straße 48 e morì ancor prima di arrivare in ospedale. |
| Günter Litfin          | 19 gennaio 1937   | 24 agosto 1961                  | 24  | Ucciso a colpi di arma da fuoco durante un tentativo di fuga attraversando il confine di settore nel porto fluviale di Humboldthafen. |
| Roland Hoff            | 19 marzo 1934     | 29 agosto 1961                  | 27  | Ucciso a colpi di arma da fuoco durante un tentativo di fuga attraversando il canale di Teltow a Lichterfelde, all'altezza di Wupperstraße. |
| Rudolf Urban (civile)  | 6 giugno 1914     | 17 settembre 1961               | 47  | Il 19 agosto 1961 cadde durante un tentativo di fuga dal suo appartamento in Bernauer Straße 1. Ricoverato per una frattura in un ospedale di Berlino Ovest, morì il 17 settembre 1961 per un'infezione polmonare ivi contratta. |
| Olga Segler            | 31 luglio 1881    | 26 settembre 1961               | 80  | Feritasi gravemente il 25 settembre 1961 dopo essere saltata dal suo appartamento in Bernauer Straße 34, morì il 26 settembre per le lesioni interne che aveva riportato. |
| Bernd Lünser           | 11 marzo 1939     | 4 ottobre 1961                  | 22  | Durante un tentativo di fuga, in una colluttazione con un soldato di frontiera cadde dal tetto della casa sita in Bernauer Straße 44 e si ferì mortalmente. |
| Udo Düllick            | 8 marzo 1936      | 5 ottobre 1961                  | 25  | Morto annegato durante un tentativo di fuga a nuoto attraversando la Sprea, colpito con armi da fuoco al confine di settore tra Friedrichshain e Kreuzberg. |
| Werner Probst          | 18 giugno 1936    | 14 ottobre 1961                 | 25  | Ucciso a colpi di arma da fuoco durante un tentativo di fuga al confine di settore sulle riva della Sprea a Kreuzberg, tra i ponti di Schilling e Oberbaum. |
| Lothar Lehmann         | 28 gennaio 1942   | 26 novembre 1961                | 19  | Annegato nell'Havel in seguito ad assideramento ed a collasso cardiocircolatorio durante un tentativo di fuga presso il Berliner Außenring, nelle vicinanze di Sacrow (Potsdam) all'altezza di Fährstraße. |
| Dieter Wohlfahrt       | 27 maggio 1941    | 9 dicembre 1961                 | 20  | Ucciso a colpi di arma da fuoco mentre aiutava dei fuggitivi a Staaken, vicino a Bergstraße, angolo Hauptstraße. |
| Ingo Krüger            | 31 gennaio 1940   | 10 dicembre 1961                | 21  | Morto durante un tentativo di fuga attraverso il confine di settore nella Sprea nelle vicinanze di Reichstagufer in Kieler Straße, annegato a causa di un malfunzionamento dell'attrezzatura subacquea o morto assiderato. |
| Georg Feldhahn         | 12 agosto 1941    | 19 dicembre 1961                | 20  | Poliziotto di frontiera della RDT, aveva bevuto prima di prendere servizio e morì annegato nella Sprea durante un tentativo di fuga/diserzione; il suo corpo fu ritrovato a Berlino Ovest l'11 marzo 1962. |
| Dorit Schmiel          | 25 aprile 1941    | 19 febbraio 1962                | 20  | Ferita a colpi di arma da fuoco durante un tentativo di fuga al confine di settore a Wittenau, presso Wilhelmsruher Damm, e deceduta in ospedale. |
| Heinz Jercha           | 1º luglio 1937    | 27 marzo 1962                   | 24  | Ferito a colpi di arma da fuoco mentre aiutava dei fuggitivi al confine di settore tra Treptow e Neukölln in Heidelberger Straße, morì a Berlino Ovest per le ferite riportate. |
| Philipp Held           | 2 maggio 1942     | aprile 1962                     | 19  | Morì annegato nella Sprea durante un tentativo di fuga a nuoto l'8 aprile 1962: la data della morte potrebbe essere lo stesso 8 aprile o qualche giorno dopo, secondo l'autopsia il 12 aprile. Il corpo fu comunque ritrovato il 22 aprile. |
| Klaus Brueske          | 14 settembre 1938 | 18 aprile 1962                  | 23  | Tentò la fuga abbattendo con un camion il valico di frontiera in Heinrich-Heine-Straße; morì soffocato nell'incidente, con il mezzo che fermò la sua corsa nel territorio di Berlino Ovest. |
| Peter Böhme            | 17 agosto 1942    | 18 aprile 1962                  | 19  | Ucciso durante una sparatoria presso il triangolo di regresso ferroviario sulla linea Potsdam-Griebnitzsee, presso Berlino-Kohlhasenbrück, dopo che il soldato di frontiera Jörgen Schmidtchen era stato ucciso da un colpo sparato - probabilmente dallo stesso Böhme - dalla sua pistola. |
| Jörgen Schmidtchen     | 28 giugno 1941    | 18 aprile 1962                  | 20  | Soldato di frontiera ucciso in servizio da un colpo sparato dalla pistola di Peter Böhme (a sua volta successivamente ucciso nella conseguente sparatoria) presso il triangolo di regresso ferroviario sulla linea Potsdam-Griebnitzsee, presso Berlino-Kohlhasenbrück (v. supra). |
| Horst Frank (civile)   | 7 maggio 1942     | 29 aprile 1962                  | 19  | Ucciso a colpi di arma da fuoco durante un tentativo di fuga al confine di settore tra Schönholz e Reinickendorf, sui binari a nord di Klemkestraße. |
| Peter Göring           | 28 dicembre 1940  | 23 maggio 1962                  | 21  | Soldato di frontiera ucciso in servizio, colpito da un proiettile vagante sparato dalla pistola di un poliziotto di Berlino Ovest al confine di settore presso il canale di Spandau, al cimitero degli Invalidi mentre stava cercando di fermare la fuga del quattordicenne Wilfried Tew con il fuoco continuo del suo Kalashnikov. |
| Lutz Haberlandt        | 29 aprile 1938    | 27 maggio 1962                  | 24  | Ucciso a colpi di arma da fuoco durante un tentativo di fuga al confine di settore a sud del ponte di Sandkrug, nelle vicinanze dell'Ospedale universitario della Charité in Alexanderufer. |
| Axel Hannemann         | 27 aprile 1945    | 5 giugno 1962                   | 17  | Ucciso a colpi di arma da fuoco durante un tentativo di fuga al confine di settore nella Sprea, presso il ponte di Marschall in Reichstagufer, dopo che il comandante del battello a bordo del quale voleva fuggire aveva chiamato la dogana. |
| Erna Kelm              | 21 luglio 1908    | 11 giugno 1962                  | 53  | Annegato nell'Havel durante un tentativo di fuga a Berlino-Wannsee, all'altezza di Nikolskoe. |
| Wolfgang Glöde         | 1º febbraio 1949  | 11 giugno 1962                  | 13  | Durante una conversazione con dei bambini del posto, un agente di frontiera della pattuglia al confine di settore a Treptow mostrò e caricò la sua arma presso la colonia di orti "Sorgenfrei", vicino a Karpfenteichstraße; ma improvvisamente partì un colpo accidentale che colpì a morte il giovane Glöde. |
| Reinhold Huhn          | 8 marzo 1942      | 18 giugno 1962                  | 20  | Soldato di frontiera ucciso in servizio, colpito da un cittadino di Berlino Ovest che stava aiutando un fuggitivo al confine di settore tra Mitte e Kreuzberg, in Zimmerstraße. |
| Siegfried Noffke       | 9 dicembre 1939   | 28 giugno 1962                  | 22  | Ferito a colpi di arma da fuoco mentre aiutava dei fuggitivi attraverso un tunnel al confine di settore tra Mitte e Kreuzberg in Heinrich-Heine-Straße 49, di cui qualcuno aveva rivelato l'esistenza. Morì durante il trasporto in ospedale. |
| Peter Fechter          | 14 gennaio 1944   | 17 agosto 1962                  | 18  | Ferito a colpi di arma da fuoco durante un tentativo di fuga a Mitte, in Zimmerstraße, e lasciato morire dissanguato nella "striscia della morte" davanti agli occhi di una folta folla di berlinesi dell'Ovest. |
| Hans-Dieter Wesa       | 10 gennaio 1943   | 23 agosto 1962                  | 19  | Inizialmente ferito a colpi di arma da fuoco durante un tentativo di fuga al confine di settore in Gesundbrunnen, presso la stazione della S-Bahn di Bornholmer Straße, fu finito con un colpo ravvicinato quando era già steso a terra. |
| Ernst Mundt            | 2 dicembre 1921   | 4 settembre 1962                | 40  | Ucciso a colpi di arma da fuoco durante un tentativo di fuga al confine di settore presso il cimitero di Sophienfriedhof, all'angolo tra Bernauer Straße e Bergstraße. |
| Günter Seling          | 28 aprile 1940    | 30 settembre 1962               | 22  | Soldato di frontiera ucciso in servizio presso il Berliner Außenring sudoccidentale da un colpo sparato da un collega: secondo una versione perché la mitragliatrice si è attivata accidentalmente, secondo un'altra perché fu scambiato per un fuggitivo. |
| Anton Walzer           | 27 aprile 1902    | 8 ottobre 1962                  | 60  | Ucciso a colpi di arma da fuoco nella Sprea durante un tentativo di fuga al confine di settore presso il ponte di Oberbaum. |
| Horst Plischke         | 12 luglio 1932    | 19 novembre 1962                | 30  | Annegato nella Sprea durante un tentativo di fuga, il corpo fu ritrovato il 10 marzo 1963. |
| Otfried Reck           | 14 dicembre 1944  | 27 novembre 1962                | 17  | Dopo un fallito tentativo di fuga, ucciso con un colpo di arma da fuoco nei pressi del confine da un soldato di frontiera di una truppa di ricerca che lo stava inseguendo. |
| Günter Wiedenhöft      | 14 febbraio 1942  | 5 dicembre 1962/6 dicembre 1962 | 20  | Annegato a Potsdam nel lago Griebnitzsee durante un tentativo di fuga, il corpo fu recuperato il 25 marzo 1963 presso la chiusa di Babelsberg. |
| Hans Räwel             | 11 dicembre 1942  | 1º gennaio 1963                 | 20  | Ucciso con un colpo di arma da fuoco nella Sprea durante un tentativo di fuga al confine di settore vicino alla Oberbaumbrücke. |
| Horst Kutscher         | 5 luglio 1931     | 15 gennaio 1963                 | 31  | Ucciso con un colpo di arma da fuoco a Treptow durante un tentativo di fuga - operato in condizioni di totale ubriachezza. Nel 1956 gli era già riuscita una fuga, ma dopo un anno era rientrato nella RDT con tutta la famiglia. |
| Peter Kreitlow         | 15 gennaio 1943   | 24 gennaio 1963                 | 20  | Ucciso a colpi di arma da fuoco durante un tentativo di fuga a Nieder Neuendorf: è stata l'unica vittima ad essere caduta per mano di un soldato sovietico. |
| Wolf-Olaf Muszinski    | 1º febbraio 1947  | febbraio 1963/ marzo 1963       | 16  | Annegato durante un tentativo di fuga. Il giorno del decesso è incerto: la scomparsa risale al 6 febbraio, il ritrovamento del corpo al 1º aprile 1963, nelle acque della Sprea a Kreuzberg all'altezza di Cuvrystraße 51. |
| Peter Mädler           | 10 luglio 1943    | 26 aprile 1963                  | 19  | Ucciso a colpi di arma da fuoco durante un tentativo di fuga attraverso il canale di Teltow, di fronte a Zehlendorf in Kleinmachnower Weg. |
| Siegfried Widera       | 12 febbraio 1941  | 8 settembre 1963                | 22  | Soldato di frontiera ucciso in servizio, ferito gravemente da alcuni fuggitivi il 23 agosto 1963 al confine di settore di Johannisthal nei pressi del ponte Massantebrücke e successivamente deceduto l'8 settembre. |
| Klaus Schröter         | 21 febbraio 1940  | 4 novembre 1963                 | 23  | Colpito nella Sprea con arma da fuoco durante un tentativo di fuga al confine di settore tra i ponti di Kronprinzen e Marschall ed annegato a seguito delle ferite riportate. |
| Dietmar Schulz         | 21 ottobre 1939   | 25 novembre 1963                | 24  | Investito da un treno durante un tentativo di fuga sui binari a nord della stazione di Bornholmer Straße e deceduto poco dopo all'Ospedale della Volkspolizei. |
| Dieter Berger          | 27 ottobre 1939   | 13 dicembre 1963                | 24  | Da ubriaco, scavalcò la recinzione di confine a Adlershof presso il canale di Teltow, vicino al ponte Wrede: dopo i colpi di avvertimento, tornò giù e si allontanò a mani alzate dal confine, ma un soldato di frontiera aprì il fuoco e lo ferì gravemente. Morì durante il trasporto in ospedale. |
| Paul Schultz           | 2 ottobre 1945    | 25 dicembre 1963                | 18  | Ferito gravemente da colpi di arma da fuoco durante un tentativo di fuga al confine di settore tra Mitte e Kreuzberg all'altezza di Melchiorstraße-Bethaniendamm, morì successivamente in un ospedale di Berlino Ovest. |
| Walter Hayn            | 31 gennaio 1939   | 27 febbraio 1964                | 25  | Ucciso a colpi di arma da fuoco durante un tentativo di fuga al confine di settore di Treptow, vicino alla colonia di orti "Sorgenfrei". |
| Adolf Philipp          | 13 agosto 1943    | 5 maggio 1964                   | 20  | Cittadino di Berlino Ovest, fu ucciso a colpi di arma da fuoco nella zona del confine della foresta di Spandau in Oberjägerweg dopo che aveva minacciato due poliziotti di frontiera con una pistola a gas. In precedenza aveva già perlustrato il confine e l'area di confine, probabilmente stava pianificando una futura fuga. |
| Walter Heike           | 20 settembre 1934 | 22 giugno 1964                  | 29  | Ucciso a colpi di arma da fuoco durante un tentativo di fuga al confine di settore nei pressi del Cimitero degli Invalidi. |
| Norbert Wolscht        | 27 ottobre 1943   | 28 luglio 1964                  | 20  | Annegato nella Havel in circostanze poco chiare durante un tentativo di fuga con un'attrezzatura da immersione probabilmente realizzata da lui stesso. |
| Rainer Gneiser         | 10 novembre 1944  | 28 luglio 1964                  | 19  | Annegato nella Havel in circostanze poco chiare durante un tentativo di fuga con un'attrezzatura da immersione probabilmente realizzata da lui stesso. |
| Hildegard Trabant      | 12 giugno 1927    | 18 agosto 1964                  | 37  | Scoperta da due agenti della polizia di frontiera durante un tentativo di fuga nell'area della dismessa linea della S-Bahn tra le stazioni di Schönhauser Allee e di Gesundbrunnen e uccisa a colpi di arma da fuoco mentre fuggiva indietro in direzione est. |
| Wernhard Mispelhorn    | 10 novembre 1945  | 20 agosto 1964                  | 18  | Ferito a colpi di arma da fuoco durante un tentativo di fuga presso i giardini in assegnazione di Schönholz il 18 agosto 1964, morì due giorni più tardi all'ospedale della Volkspolizei. |
| Egon Schultz           | 4 gennaio 1943    | 5 ottobre 1964                  | 21  | Soldato di frontiera ucciso in servizio, colpito accidentalmente da fuoco amico durante una sparatoria con alcuni aiutanti di fuggitivi presso il confine di settore a Mitte, in Strelitzer Straße 55. |
| Hans-Joachim Wolf      | 8 agosto 1944     | 26 novembre 1964                | 20  | Ucciso a colpi di arma da fuoco durante un tentativo di fuga al confine di settore a Baumschulenweg, nel canale di diramazione di Britz, all'altezza di Heidekampgraben. |
| Joachim Mehr           | 3 aprile 1945     | 3 dicembre 1964                 | 19  | Dapprima ferito a colpi di arma da fuoco durante un tentativo di fuga a Hohen Neuendorf/Bergfelde, poi ucciso una volta a terra, quando ancora si muoveva. |
| N.N.                   |                   | 19 gennaio 1965                 |     | Fu visto annegare nella Sprea durante un tentativo di fuga, ma il corpo e l'identità di questo individuo sulla trentina sono rimasti ignoti. Forse corrisponde al corpo di un annegato mai identificato e trovato a Berlino Ovest l'8 luglio 1965. |
| Christian Buttkus      | 21 febbraio 1944  | 4 marzo 1965                    | 21  | Ucciso a colpi di arma da fuoco durante un tentativo di fuga a Kleinmachnow/Dreilinden, vicino a Teerofendamm. |
| Ulrich Krzemien        | 13 settembre 1940 | 25 marzo 1965                   | 24  | Il 13 aprile 1965 nella Sprea fu ritrovato un corpo, tra i ponti Brommybrücke e Schillingbrücke: molto probabilmente si trattava di quello di un uomo che, ubriaco, il 25 marzo 1965 aveva cercato di attraversare il fiume da Ovest e Est presso il porto industriale fluviale di Osthafen, al confine di settore tra Kreuzberg e Friedrichshain, ma che esausto non riuscì ad uscire dall'acqua ed a salire sulla riva orientale. Nonostante le sue suppliche di aiuto, annegò sotto lo sguardo immobile di un poliziotto di frontiera. |
| Hans-Peter Hauptmann   | 20 marzo 1939     | 3 maggio 1965                   | 26  | Il 24 aprile 1965 ebbe una discussione con alcuni agenti della polizia di frontiera davanti a casa sua, sull'Außenring tra Potsdam-Babelsberg e Berlino Ovest, molto vicino al confine. Durante la discussione, afferrò l'arma di un agente e fu colpito dagli spari degli altri poliziotti. Ferito gravemente, venne operato per asportargli un rene; morì il 3 maggio 1965 quando anche l'altro rene smise di funzionare. |
| Hermann Döbler         | 28 ottobre 1922   | 15 giugno 1965                  | 42  | Motoscafista di Berlino Ovest che inavvertitamente superò la linea di confine nelle acque del canale di Teltow, vicino al punto di controllo di Dreilinden, che lui pensava si trovasse 100 metri più in là. Cadde sotto i colpi dei soldati di frontiera. |
| Klaus Kratzel          | 3 marzo 1940      | 8 agosto 1965                   | 25  | Ebbe un incidente mortale durante un tentativo di fuga al confine di settore nel tunnel della S-Bahn tra le stazioni di Pankow e Schönhauser Allee. |
| Klaus Garten           | 19 luglio 1941    | 18 agosto 1965                  | 24  | Ferito gravemente durante un tentativo di fuga a Teltow, vicino alla Philipp-Müller-Allee e successivamente deceduto in un ospedale di Berlino Est. |
| Walter Kittel          | 21 maggio 1942    | 18 ottobre 1965                 | 23  | Ucciso da 30 colpi sparati da distanza ravvicinata (10 metri) durante un tentativo di fuga a Kleinmachnow, dopo che su richiesta dell'agente si era arreso uscendo allo scoperto a mani alzate da un fossato dove si nascondeva. Questo episodio è stato quello che ha registrato (nel 1992) la condanna più alta nei cosiddetti "processi del muro", 10 anni per omicidio. |
| Heinz Cyrus            | 5 giugno 1936     | 11 novembre 1965                | 29  | Il 10 novembre 1965 fu scoperto durante un tentativo di fuga: inseguito dai poliziotti di frontiera, riparò in una casa vicina, in Gartenstraße 85 di Prenzlauer Berg. Quando la polizia arrivò circondando e perquisendo la casa, uscì dalla finestra del corridoio del quarto piano e si appese alla grondaia. Cadde nel cortile procurandosi molteplici fratture, tra cui quella al cranio. I poliziotti di frontiera lo portarono all'ospedale della Volkspolizei dove fu operato d'urgenza, ma morì il giorno dopo. |
| Heinz Sokolowski       | 17 dicembre 1917  | 25 novembre 1965                | 47  | Ucciso a colpi di arma da fuoco durante un tentativo di fuga al confine di settore tra la Porta di Brandeburgo e la Clara-Zetkin-Straße. |
| Erich Kühn             | 27 febbraio 1903  | 3 dicembre 1965                 | 62  | Ferito all'addome il 26 novembre 1965 a colpi di arma da fuoco durante un tentativo di fuga al confine di settore nella zona del terrapieno ferroviario di Sonnenallee, vicino alla colonia di orti "Eintracht", morì in ospedale di peritonite il 3 dicembre seguente. |
| Heinz Schöneberger     | 7 giugno 1938     | 26 dicembre 1965                | 27  | Ucciso a colpi di arma da fuoco durante un tentativo di fuga al confine di settore tra Mitte e Kreuzberg al punto di controllo in Heinrich-Heine-Straße. |
| Dieter Brandes         | 23 ottobre 1946   | 11 gennaio 1966                 | 19  | Ferito da colpi di arma da fuoco durante un tentativo di fuga il 9 giugno 1965 al confine di settore nella zona della stazione Nord, in Gartenstraße, morì per insufficienza cardiocircolatoria l'11 gennaio 1966 in conseguenza alle gravi ferite fisiche e psichiche che aveva riportato. |
| Willi Block            | 5 giugno 1934     | 7 febbraio 1966                 | 31  | Ucciso a colpi di arma da fuoco durante un tentativo di fuga a Staaken, vicino al varco di frontiera, mentre era già a terra poiché i suoi vestiti erano rimasti impigliati nel filo spinato. |
| Lothar Schleusener     | 14 gennaio 1953   | 14 marzo 1966                   | 13  | Ucciso a colpi di arma da fuoco durante un tentativo di fuga al confine di settore di Treptow, alla colonia di orti "Sorgenfrei" nei pressi della stazione della S-Bahn di Plänterwald. |
| Jörg Hartmann          | 27 ottobre 1955   | 14 marzo 1966                   | 10  | Ucciso a colpi di arma da fuoco durante un tentativo di fuga al confine di settore di Treptow, alla colonia di orti "Sorgenfrei" nei pressi della stazione della S-Bahn di Plänterwald. Si tratta della più giovane vittima da arma da fuoco nella storia dei caduti al muro di Berlino. |
| Willi Marzahn          | 3 giugno 1944     | 19 marzo 1966                   | 21  | Ucciso a colpi di arma da fuoco durante un tentativo di fuga in una sparatoria tra due fuggitivi e gli agenti di due torri di controllo presso Kohlhasenbrück/Steinstücken. |
| Eberhard Schulz        | 11 marzo 1946     | 30 marzo 1966                   | 20  | Ucciso a colpi di arma da fuoco durante un tentativo di fuga tra Kleinmachnow e Königs Wusterhausen: i suoi compagni di fuga vennero invece catturati. |
| Michael Kollender      | 19 febbraio 1945  | 25 aprile 1966                  | 21  | Ucciso a colpi di arma da fuoco nel canale di Teltow durante un tentativo di fuga-diserzione (in quanto era un soldato della Nationale Volksarmee) al confine di settore di Johannisthal. Gli agenti furono assolti anche nella Germania unita in quanto la diserzione era un reato ai sensi codice militare della RDT del 1962. |
| Paul Stretz            | 28 febbraio 1935  | 29 aprile 1966                  | 31  | Cittadino di Berlino Ovest che, ubriaco, stava facendo il bagno al confine di settore nel canale di Spandau, vicino al cimitero degli Invalidi. I soldati di frontiera gli spararono perché lo scambiarono per un fuggitivo. |
| Eduard Wroblewski      | 3 marzo 1933      | 26 luglio 1966                  | 33  | Ucciso a colpi di arma da fuoco durante un tentativo di fuga (sotto gli effetti dell'alcol) presso l'Außenring a Mahlow, al confine con Lichtenrade nelle vicinanze del terrapieno ferroviario della S-Bahn. Nel 1952 la fuga gli era riuscita, ma dopo nove mesi era tornato nella RDT. |
| Heinz Schmidt          | 26 ottobre 1919   | 29 agosto 1966                  | 46  | Cittadino di Berlino Ovest che, probabilmente a causa di una malattia mentale, attraversò a nuoto il canale a nord del cimitero degli Invalidi: fu ucciso a colpi d'arma da fuoco mentre rientrava. |
| Andreas Senk           | 1960              | 13 settembre 1966               | 6   | Morì annegato al confine di settore tra Kreuzberg e Friedrichshain, vicino alla Oberbaumbrücke, dopo che era stato spinto nella Sprea da un compagno di giochi. È considerato una vittima "indiretta" del muro, in quanto non furono i poliziotti di frontiera a buttarlo in acqua, né fecero omissione di soccorso e nemmeno ostacolarono i soccorsi. Ma l'esistenza del muro contribuì a far sì che la zona fosse poco frequentata e che quindi l'incidente passasse inosservato (ritardando l'arrivo dei soccorsi). E se anche ci fosse stato qualcuno, era da considerare molto rischioso tuffarsi in un punto in cui le acque appartenevano a Berlino Est e dove quindi si era soggetti al vigente obbligo di sparare da parte dei soldati di frontiera. |
| Karl-Heinz Kube        | 10 aprile 1949    | 16 dicembre 1966                | 17  | Ucciso a colpi di arma da fuoco durante un tentativo di fuga a Kleinmachnow nei pressi del porto fluviale di Teltow. I compagni di fuga furono invece arrestati. |
| Max Willi Sahmland     | 28 marzo 1929     | 27 gennaio 1967                 | 37  | Ferito a colpi di arma da fuoco nel canale di Teltow durante un tentativo di fuga, da ubriaco, al confine di settore a Rudow, vicino alla Kanalstraße all'altezza della ditta "Eternit", e annegato: il cadavere fu recuperato dalla polizia fluviale di Berlino Ovest l'8 marzo 1967. I due compagni di fuga rinunciarono e non furono scoperti. |
| Franciszek Piesik      | 23 novembre 1942  | 17 ottobre 1967                 | 24  | Affogato nel lago Niederneuendorfer durante un tentativo di fuga, all'Außenring tra Hennigsdorf e Spandau. |
| Elke Weckeiser         | 31 ottobre 1945   | 18 febbraio 1968                | 22  | Uccisa a colpi di arma da fuoco durante un tentativo di fuga con Dieter Weckeiser al confine di settore di fronte al palazzo del Reichstag, vicino al ponte Kronprinzenbrücke. |
| Dieter Weckeiser       | 15 febbraio 1943  | 19 febbraio 1968                | 25  | Colpito il 18 febbraio 1968 durante un tentativo di fuga con Elke Weckeiser al confine di settore di fronte al palazzo del Reichstag, vicino al ponte Kronprinzenbrücke, morì il 19 febbraio 1968. Era migrato volontariamente in RDT nel 1962 con la sua prima moglie. |
| Herbert Mende          | 9 febbraio 1939   | 10 marzo 1968                   | 29  | Uscito ubriaco da un locale di Potsdam il 7 luglio 1962, si stava dirigendo verso la fermata dell'autobus sul Ponte di Glienicke per prendere l'ultima corsa. Dopo aver avuto informazioni da un poliziotto di frontiera, corse verso la fermata facendo strani gesti e fu così fermato da una pattuglia della Volkspolizei, che lo trovò con un documento di registrazione militare ma privo di documenti d'identità. I poliziotti decisero di portarlo in centrale e intanto lo portarono in una guardiola della polizia di frontiera. Mentre i poliziotti erano all'interno e lui aspettava davanti alla porta, vide passare il suo autobus e credendo che la cosa fosse risolta, salutò i poliziotti e corse verso il bus. I poliziotti se ne accorsero e chiesero al frontaliere di fare fuoco: questi, dopo un colpo d'avvertimento, lo colpì due volte alla schiena. Trasportato in ospedale, restò invalido ma l'assicurazione gli negò ogni rimborso e lo Stato si rifiutò di indennizzarlo. Mori cinque anni e mezzo dopo.                                                                  |
| Bernd Lehmann          | 31 luglio 1949    | 28 maggio 1968                  | 18  | Annegato durante un tentativo di fuga a nuoto attraverso la Sprea tra Treptow e Kreuzberg tra le fortificazioni subacquee di confine (filo spinato). |
| Siegfried Krug         | 22 luglio 1939    | 6 luglio 1968                   | 28  | Tedesco dell'Ovest che era entrato a Berlino Est attraverso il valico di Friedrichstraße per poi spingersi inspiegabilmente fino alla zona di frontiera transennata di Pariser Platz, davanti alla porta di Brandeburgo. Dopo aver ignorato i richiami ed i colpi di avvertimento, alla fine si girò e si diresse verso una delle tre guardie che lo stavano minacciando, che alla fine gli sparò. |
| Horst Körner           | 12 luglio 1947    | 15 novembre 1968                | 21  | Agente della Volkspolizei, si allontanò dal posto di guardia per un tentativo di fuga a Klein Glienicke/Schlosspark Babelsberg, nei pressi dell'ospizio in Wasserstraße. Incrociati due poliziotti di frontiera in pattuglia, che lo avevano scambiato per un normale poliziotto in servizio, Körner si sentì invece in trappola ed aprì il fuoco, uccidendo Rolf Henniger, che era alla guida. L'altro agente riuscì a scendere dall'auto e rispose al fuoco, uccidendolo. |
| Rolf Henniger          | 30 novembre 1941  | 15 novembre 1968                | 26  | Soldato di frontiera ucciso in servizio dall'agente della Volkspolizei Horst Körner (v. supra) a Klein Glienicke/Schlosspark Babelsberg, nei pressi dell'ospizio in Wasserstraße. Secondo alcune dichiarazioni dei parenti, Henniger stesso aveva pensieri di fuga. |
| Johannes Lange         | 17 dicembre 1940  | 9 aprile 1969                   | 28  | Ucciso a colpi di arma da fuoco durante un tentativo di fuga al valico di frontiera di Mitte, nella zona di Adalbertstraße e Leuschnerdamm. |
| Klaus-Jürgen Kluge     | 25 luglio 1948    | 13 settembre 1969               | 21  | Ucciso a colpi di arma da fuoco durante un tentativo di fuga nei pressi del ponte Helmut-Just-Brücke. |
| Leo Lis                | 10 maggio 1924    | 20 settembre 1969               | 45  | Ucciso a colpi di arma da fuoco durante un tentativo di fuga al confine di settore nei pressi della Nordbahnhof. |
| Eckhard Wehage         | 8 luglio 1948     | 10 marzo 1970                   | 21  | Si suicidò insieme alla moglie Christel Wehage (v. infra) dopo un fallito tentativo di dirottare verso Hannover un Antonov AN-24 della Interflug in servizio sulla linea Schönefeld-Lipsia sul quale era imbarcato. |
| Christel Wehage        | 15 dicembre 1946  | 10 marzo 1970                   | 23  | Si suicidò insieme al marito Eckhard Wehage (v. supra) dopo un fallito tentativo di dirottare verso Hannover un Antonov AN-24 della Interflug in servizio sulla linea Schönefeld-Lipsia sul quale era imbarcata. |
| Heinz Müller           | 16 maggio 1943    | 19 giugno 1970                  | 27  | Cittadino della Germania Ovest che per cause non chiarite - e probabilmente sotto gli effetti dell'alcol - entrò da ovest nella zona di frontiera vietata a Friedrichshain, vicino allo Schillingbrücke: dopo aver vagato un po' disorientato, fu colpito da una guardia e morì nell'ospedale della Volkspolizei. |
| Willi Born             | 19 luglio 1950    | 7 luglio 1970                   | 19  | Disertò durante il servizio di leva nella Volksarmee e fu scoperto mentre cercava di scavalcare il muro di confine tra Germania Est e Germania Ovest. Sfuggito alle guardie, si nascose in un bosco ma sentendosi accerchiato si suicidò con il Kalashnikov AK-47 in dotazione, sparandosi un colpo alla testa. |
| Friedhelm Ehrlich      | 11 luglio 1950    | 2 agosto 1970                   | 20  | Coscritto nella NVA ed in servizio presso la compagnia di frontiera, penetrò nella zona di frontiera tra Leipziger Straße e Staerkstraße, all'Außenring di Glienicke/Nordbahn disarmato, ubriaco e facendosi notare (fischiando forte): fermato, finse di avere una pistola ed invitò i soldati a sparare su di lui, al che un agente gli sparò colpendolo ad una gamba. Non fu prestato primo soccorso ed Ehrlich morì dissanguato dopo il ricovero in ospedale. Non è stato chiarito se avesse intenzione di fuggire. |
| Gerald Thiem           | 6 settembre 1928  | 7 agosto 1970                   | 41  | Per ragioni non chiarite penetrò, ubriaco, nella zona di frontiera da Berlino Ovest a Berlino Est; nel valico tra Neukölln e Treptow, Kiefholzstraße e Puderstraße, fu ferito a colpi di arma da fuoco e morì durante il trasporto verso un ospedale di Berlino Est. |
| Helmut Kliem           | 2 giugno 1939     | 13 novembre 1970                | 31  | Impegnato in una conversazione con il fratello e sotto l'influsso dell'alcol, si avvicinò inavvertitamente alla zona di frontiera all'Außenring di Falkensee, nel quartiere di Falkenhöh, vicino alla Pestalozzistraße. A una decina di metri dalla porta si accorsero di aver sbagliato strada e si voltarono per allontanarsi: non reagirono alle intimazioni delle guardie che così aprirono il fuoco. Lui morì in ospedale, il fratello fu ferito ma non fu accusato di tentata fuga. Questa morte fu rubricata dalle autorità dell'Est come incidente. |
| Hans-Joachim Zock      | 1940              | 14 novembre 1970                | 30  | Morì annegato nella Sprea durante un tentativo di fuga. Il suo corpo fu rinvenuto il 17 dicembre 1970 presso la stazione della S-Bahn di Jannowitzbrücke. |
| Christian-Peter Friese | 5 agosto 1948     | 25 dicembre 1970                | 22  | Ucciso a colpi di arma da fuoco durante un tentativo di fuga al confine di settore di Treptow, nella zona di Köllnische Heide e Dammweg. |
| Rolf-Dieter Kabelitz   | 23 giugno 1951    | 30 gennaio 1971                 | 19  | Scoperto il 7 gennaio mentre stava attraversando l'area di frontiera all'Außenring tra Bergfelde (Oranienburg) e Reinickendorf, fu inseguito e colpito mentre stava tornando nel territorio della RDT. Ferito gravemente, le condizioni peggiorarono per via di un'infezione interna con febbre e perdita di coscienza. Morì il 30 gennaio per via di una polmonite, diagnosticata solo la mattina stessa. La sua fu probabilmente una tentata fuga anche se, interrogato in ospedale, egli aveva negato. |
| Wolfgang Hoffmann      | 1º settembre 1942 | 15 luglio 1971                  | 28  | Dopo una fuga riuscita nel 1961, probabilmente sotto l'influsso dell'alcol tornò in Germania dell'Est per andare a trovare la madre. Fu arrestato e si buttò da una finestra dell'ispettorato della Volkspolizei di Treptow, morendo dopo un volo di 10 metri. Non è chiaro se vi fu l'intenzione del suicidio, la RDT rubricò la cosa come incidente. |
| Werner Kühl            | 10 gennaio 1949   | 24 luglio 1971                  | 22  | Fu ucciso a colpi di arma da fuoco durante il tentativo di attraversare in segreto, con un amico, il confine da Berlino Ovest a Berlino Est nella zona di Treptow, vicino al ponte di Britzer Allee e Baumschulenweg, probabilmente con lo scopo di stabilirvisi. Il suo amico fu catturato ed espatriato all'Ovest il 30 agosto. |
| Dieter Beilig          | 5 settembre 1941  | 2 ottobre 1971                  | 30  | Cittadino di Berlino Ovest arrestato dopo che essere salito sul muro nel tratto della Porta di Brandeburgo ed aver corso in bilico sulla sua estremità, urlando verso poliziotti di frontiera frasi sulla Germania unita. Quando la polizia di Berlino Ovest cercò di farlo scendere, lui saltò giù dal lato di Berlino Est. Fu interrogato al comando della Volksarmee sito nel palazzo dell'Accademia delle Arti dove, secondo gli agenti della polizia di frontiera, tentò la fuga da una finestra, venendo ucciso con un colpo a bruciapelo. Già nell'aprile del 1964 era finito, in circostanze non chiare, nelle prigioni della Stasi, ma era stato riscattato dalla Germania dell'Ovest. |
| Horst Kullack          | 20 novembre 1948  | 21 gennaio 1972                 | 23  | Ferito gravemente a colpi di arma da fuoco durante un tentativo di fuga il 1º gennaio 1972 presso Groß Ziethen, al confine con Lichtenrade. Dichiarato dalla Stasi incapace di intendere e di volere per ragioni psichiche, non fu denunciato per tentata fuga ma fu rinchiuso in un istituto. Il 21 gennaio 1972 morì a causa delle lesioni interne riportate. |
| Manfred Weylandt       | 12 luglio 1942    | 14 febbraio 1972                | 29  | Ferito con un colpo alla testa e conseguentemente annegato nella Sprea durante un tentativo di fuga - sotto l'influenza dell'alcol - al confine di settore vicino allo Schillingbrücke, tra Friedrichshain e Kreuzberg |
| Klaus Schulze (civile) | 13 ottobre 1952   | 7 marzo 1972                    | 19  | Ucciso a colpi di arma da fuoco durante un tentativo di fuga a nord del Falkensee vicino a Pestalozzistraße, non lontano dall'exclave occidentale di Eiskeller. Il suo compagno di fuga riuscì invece ad arrivare ad Ovest. |
| Cengaver Katrancı      | 1963              | 30 ottobre 1972                 | 9   | Scolaro turco residente a Berlino Ovest, caduto (ed in seguito annegato) nella Sprea mentre dava da mangiare ai piccioni al confine di settore tra Friedrichshain e Kreuzberg, vicino all'Oberbaumbrücke. Furono chiamati i vigili del fuoco di Berlino Ovest che arrivarono tempestivamente, ma senza poter intervenire perché in quel tratto le acque erano di competenza della RDT. Arrivò anche una barca dei vigili del fuoco di Berlino Est, che però si mantenne in mezzo al fiume in quanto senza autorizzazione non poteva avvicinarsi alla riva occidentale. Le ricerche cominciarono solo un'ora e mezza dopo l'incidente ed il corpo venne ritrovato dopo mezz'ora dai sommozzatori della Volksarmee. |
| Holger H.              | 1971              | 22 gennaio 1973                 | 1   | Figlio di Ingrid e Klaus H., che aveva già tentato con successo una fuga attraverso il Mar Baltico. Il nuovo tentativo di fuga con moglie e figlio di 15 mesi doveva avvenire nascosti nell'autocarro di un amico di Berlino Ovest: Klaus in una scatola e Ingrid con il piccolo Holger in un'altra. Quando il bambino cominciò a piangere, la madre tentò invano di calmarlo ed alla fine fu costretta a mettergli una mano davanti alla bocca: il bambino, che soffrendo all'epoca di un'infezione all'orecchio medio e di una bronchite non poteva respirare col naso, morì soffocato. La coppia riuscì a superare il confine attraverso il Checkpoint Bravo ma una volta all'ovest ogni tentativo di salvare il figlio si rivelò inutile. Holger è seppellito a Berlino al cimitero Marienfelde. |
| Volker Frommann        | 23 aprile 1944    | 5 marzo 1973                    | 29  | Il 1º marzo 1973 tentò la fuga attraverso la S-Bahn, ma si ferì gravemente saltando giù dal treno nel tratto tra Pankow e Schönhauser Allee e morì in ospedale quattro giorni per le ferite riportate. |
| Horst Einsiedel        | 8 febbraio 1940   | 15 marzo 1973                   | 33  | Ucciso a colpi di arma da fuoco durante un tentativo di fuga al confine di settore presso il cimitero di Pankow. |
| Manfred Gertzki        | 17 maggio 1942    | 27 aprile 1973                  | 30  | Ucciso a colpi di arma da fuoco al confine di settore di Berlino Mitte, in Reinhardtstraße vicino al Palazzo del Reichstag. Nel tentativo di nascondere il più rapidamente possibile il corpo dalla vista degli occidentali, un soldato lo gettò nella Sprea dove, a causa della pesantissima giacca rinforzata da pezzi di metallo a mo' di giubbotto antiproiettile, si adagiò sul fondo. In effetti non è stato stabilito se Gertzki fosse già morto con i colpi di fucile o se invece sia morto annegato. |
| Siegfried Kroboth      | 23 aprile 1968    | 14 maggio 1973                  | 5   | Cresciuto in una famiglia di Berlino Est cui era riuscita la fuga a Berlino Ovest, il 14 maggio 1973 attorno alle 11.50 cadde nella Sprea mentre giocava con un amico sul Kreuzberger Gröbenufer, nei pressi dell'Oberbaumbrücke, in un punto in cui le acque erano di pertinenza di Berlino Est. Un altro bambino suonò l'allarme ed arrivarono la polizia di Berlino Ovest ed i sommozzatori dei vigili del fuoco, che però non poterono buttarsi in acqua perché appunto le acque appartenevano all'Est. Due imbarcazioni della polizia di frontiera della RDT si avvicinarono ma non reagirono alle richieste di aiuto. Dopo che le guardie di frontiera in servizio sull'Oberbaumbrücke ebbero informato il direttore operativo dei vigili del fuoco, verso le 12.40 i sommozzatori di Berlino Est si tuffarono in acqua e verso le 15.50 recuperarono il corpo del bambino, che fu consegnato ai genitori due giorni dopo al varco di frontiera sull'Oberbaumbrücke. La sorella di Siegfried era morta 5 anni prima, a 21 anni, vittima di un omicidio a Berlino Est e poi gettata nella Sprea. |
| Burkhard Niering       | 1º settembre 1950 | 5 gennaio 1974                  | 23  | Ucciso a colpi di arma da fuoco durante un tentativo di fuga con ostaggio attraverso il Checkpoint Charlie, al confine di settore di Friedrichstraße e Zimmerstraße. |
| Johannes Sprenger      | 3 dicembre 1905   | 10 maggio 1974                  | 68  | Ucciso a colpi di arma da fuoco dopo che era entrato nell'area di frontiera di Altglienicke, vicino all'Hornkleepfad, tra Treptow e Neukölln. Improbabile si trattasse di un tentativo di fuga, in quanto Sprenger, pensionato, era legalmente autorizzato ad andare ad Ovest e l'aveva già fatto due volte. Aveva problemi di salute dovuti ad un tumore ai polmoni (di cui non era a conoscenza): per questo motivo e per le parole d'addio dette alla moglie, sia la Stasi all'epoca dei fatti, sia il tribunale di Berlino durante i processi sulle uccisioni al muro dopo l'unificazione, ritennero che si sia trattato di un "suicidio". |
| Giuseppe Savoca        | 22 aprile 1968    | 15 giugno 1974                  | 6   | Figlio di immigrati italiani, il 15 giugno 1974 poco dopo le 10.00 mentre stava giocando con un amico in Gröbenufer a Kreuzberg, Berlino Ovest, cadde nella Sprea, in acque di pertinenza RDT. Un soldato della polizia di frontiera, di stanza sul ponte Oberbaumbrücke, vide l'accaduto ed allertò il reparto navale della Volksarmee. Una motovedetta della polizia di frontiera che era lì di passaggio non ascoltò le richieste di aiuto dei passanti e proseguì la sua rotta verso l'Osthafen, dove ricevette l'equipaggiamento per poi tornare sul luogo dell'incidente attorno alle 10.25: i sommozzatori della Volksarmee recuperarono il corpo attorno alle 11.00. |
| Herbert Halli          | 24 novembre 1953  | 3 aprile 1975                   | 21  | Durante un tentativo di fuga, effettuato sotto l'effetto dell'alcol, al confine di settore di Berlino Mitte, tra Zimmerstraße e Otto-Grotewohl-Straße, si fermò dopo un colpo di avvertimento e fece per tornare in direzione RDT, quando un soldato gli sparò. Morì in ospedale. |
| Çetin Mert             | 11 maggio 1970    | 11 maggio 1975                  | 5   | Il giorno del suo 5º compleanno Çetin stava giocando con i bambini del suo vicinato sul Gröbenufer di Kreuzberg, vicino alla Oberbaumbrücke. Nel tentativo di recuperare il pallone finito in acqua, si sporse troppo e cadde anch'egli nella Sprea, che in questo punto apparteneva a Berlino Est. Pochi minuti dopo, verso le 12.30, arrivarono polizia e vigili del fuoco di Berlino Ovest che però non potevano intervenire, in quanto il lungofiume rappresentava il confine che non potevano valicare. Nemmeno da Berlino Est arrivarono aiuti e così Çetin morì annegato. Verso le 14.00 i sommozzatori delle truppe di frontiera della RDT recuperarono il corpo, che qualche giorno più tardi fu riconsegnato ai genitori. I funerali furono occasione di proteste di massa contro il muro: il bambino fu poi sepolto in Turchia. Çetin Mert fu il quinto bambino, dopo Andreas Senk (6), Cengaver Katrancı (9), Siegfried Kroboth (5) e Giuseppe Savoca (6), a morire per essere caduto in acqua dal Gröbenufer e lasciato annegare per via della questione dei confini.                    |
| Herbert Kiebler        | 24 marzo 1952     | 27 giugno 1975                  | 23  | Ucciso a colpi di arma da fuoco durante un tentativo di fuga all'Außenring a Mahlow, al confine con Berlino Lichtenrade, ad ovest di Fernstraße 96. |
| Lothar Hennig          | 30 giugno 1954    | 5 novembre 1975                 | 21  | Colpito con arma da fuoco il 4 novembre 1975 a Sacrow, in Weinmeisterweg, mentre stava corricchiando dalla fermata dell'autobus (guidato dal cugino) vicino al confine, a casa sua posta ad una distanza di 400 metri: secondo le guardie che spararono, Hennig aveva ignorato i loro richiami ed il colpo di avvertimento. Morì il giorno dopo all'Armeelazarett di Drewitz; la guardia che gli sparò era alla ricerca di un fuggitivo (che non aveva nessun collegamento con Hennig) e nel 1996 fu condannata a 14 mesi di reclusione. |
| Dietmar Schwietzer     | 21 febbraio 1958  | 16 febbraio 1977                | 18  | Ucciso a colpi di arma da fuoco durante un tentativo di fuga a Schönwalde, in Berliner Allee. |
| Henri Weise            | 13 luglio 1954    | maggio 1977                     | 22  | Annegato nella Sprea in circostanze non chiare il 17 luglio 1977 e ritrovato il 27 luglio. Precedenti richieste di visti di uscita e testimonianze su sue dichiarazioni di voler lasciare il paese fanno pensare ad un tentativo di fuga. |
| Ulrich Steinhauer      | 13 marzo 1956     | 4 novembre 1980                 | 24  | Soldato di frontiera ucciso in servizio con colpo di arma da fuoco da un collega in fuga, presso Schönwalde, nel quartiere di Nauen. |
| Marienetta Jirkowsky   | 25 agosto 1962    | 22 novembre 1980                | 18  | Uccisa a colpi di arma da fuoco durante un tentativo di fuga all'altezza di Neuendorf, vicino all'Invalidensiedlung in Florastraße. I suoi due compagni di fuga riuscirono invece a scappare. |
| Hans-Peter Grohganz    | 25 settembre 1948 | 9 febbraio 1981                 | 32  | Camionista di Premnitz. Dopo un diniego ad una richiesta di visto per l'espatrio ed un arresto, cercò di raggiungere Berlino Ovest a nuoto nella Sprea. Il suo cadavere fu ritrovato 800 metri a ovest dell'Elsenbrücke. |
| Johannes Muschol       | 31 maggio 1949    | 16 marzo 1981                   | 31  | Cittadino dell'Ovest, malato di schizofrenia, che con ogni probabilità in preda a confusione psichica saltò nella striscia della morte (salendo su una delle piattaforme "turistiche" presso il lato ovest del muro) al confine di settore tra Wilhelmsruh e Schönholz, iniziando poi a fuggire in direzione RDT. Bloccato dalle guardie e poi di nuovo fuggito, fu ucciso con un colpo sparato da breve distanza mentre non riusciva a scavalcare il muro interno, alto tre metri. |
| Hans-Jürgen Starrost   | 24 giugno 1954    | 16 aprile 1981                  | 26  | Ferito gravemente all'addome durante un tentativo di fuga all'alba del 14 aprile 1981 a Teltow-Sigridshorst. Inizialmente venne interrogato e poi trasportato in un sanatorio dell'esercito a Potsdam, privo di unità di terapia intensiva. Poi fu trasferito all'ospedale distrettuale, dove morì il 16 aprile. |
| Thomas Taubmann        | 22 luglio 1955    | 12 dicembre 1981                | 26  | Morì tentando la fuga gettandosi da un treno in corsa. |
| Lothar Fritz Freie     | 8 febbraio 1955   | 6 giugno 1982                   | 27  | Cittadino di Berlino Ovest che, per motivi non chiariti, il 4 giugno 1982 correva a petto nudo in territorio RDT, a Prenzlauer Berg, tra Bornholmer Straße e Behmstraße, vicino all'Helmut-Just-Brücke. Fu colpito quando, richiamato, cominciò a scappare in direzione Ovest. Morì due giorni dopo, il 6 giugno 1982. |
| Silvio Proksch         | 3 marzo 1962      | 25 dicembre 1983                | 21  | Ucciso a colpi di arma da fuoco al confine di settore di Pankow presso il Bürgerpark, vicino alla Leonhard-Frank-Straße, durante un tentativo di fuga sotto gli effetti dell'alcol. |
| Michael-Horst Schmidt  | 20 ottobre 1964   | 1º dicembre 1984                | 20  | Ferito a colpi di arma da fuoco durante un tentativo di fuga al confine di settore di Pankow, tra Wollankstraße e Schulzestraße 23-24 e morto in ospedale per l'eccessiva perdita di sangue. |
| Rainer Liebeke         | 11 settembre 1951 | 3 settembre 1986                | 34  | Annegato nel Sacrower See durante un tentativo di fuga all'Außenring tra Groß Glienicke (zona di Potsdam) e Spandau. Il cadavere fu ritrovato da alcuni scolari una settimana dopo. |
| Manfred Mäder          | 23 agosto 1948    | 21 novembre 1986                | 38  | Ucciso a colpi di arma da fuoco durante un tentativo di fuga, con René Gross, al confine di settore di Treptow, nella zona di Karpfenteichstraße. |
| René Gross             | 1º maggio 1964    | 21 novembre 1986                | 22  | Ucciso a colpi di arma da fuoco durante un tentativo di fuga, con Manfred Mäder, al confine di settore di Treptow, nella zona di Karpfenteichstraße. |
| Michael Bittner        | 31 agosto 1961    | 24 novembre 1986                | 25  | Ucciso a colpi di arma da fuoco durante un tentativo di fuga a Glienicke/Nordbahn, in Nohlstraße. |
| Lutz Schmidt           | 8 luglio 1962     | 12 febbraio 1987                | 24  | Ucciso a colpi di arma da fuoco durante un tentativo di fuga al confine di settore tra Treptow e Neukölln, nella zona di Rheingoldstraße, nell'insediamento di Rehpfuhl, vicino al valico di Rudower Chaussee. |
| Ingolf Diederichs      | 13 aprile 1964    | 13 gennaio 1989                 | 24  | Morì tentando la fuga gettandosi da un treno della S-Bahn in corsa al confine di settore presso il Bösebrücke ed il valico di Bornholmer Straße. |
| Chris Gueffroy         | 21 giugno 1968    | 5 febbraio 1989                 | 20  | Ucciso a colpi di arma da fuoco durante un tentativo di fuga a Treptow, vicino al Erschossen beim Fluchtversuch in Berlin-Treptow, vicino alla colonia di orti "Harmonie", presso il canale di diramazione di Britzer. |
| Winfried Freudenberg   | 29 agosto 1956    | 8 marzo 1989                    | 32  | Perse la vita cadendo a Berlino Ovest con il pallone aerostatico a bordo del quale era fuggito da Berlino Est. |

 Fonte: www.chronik-der-mauer.de – herausgegeben von der Bundeszentrale für politische Bildung, dem Deutschlandradio und dem Zentrum für Zeithistorische Forschung in Potsdam.

## Statistiche
Ci sono diverse statistiche che cercano non solo di determinare il numero delle vittime, ma anche di raccontare le storie di vita e le circostanze di morte dei caduti, documentando ulteriori dettagli sugli eventi mortali, ad esempio anche individuando nuove tipologie di morti legate al muro.

Panoramica dei decessi per anno nel periodo che va dal 13 agosto 1961 al 9 novembre 1989: